# High and Low the Movie 3: Final Mission
Série
High and Low the Movie 2: End of Sky
(2017)
Pour plus de détails, voir Fiche technique et Distribution.
High and Low the Movie 3: Final Mission est un film d'action japonais réalisé par Shigeaki Kubo et Tsuyoshi Nakakuki et sorti le 11 novembre 2017.
Il s'agit de la suite de High and Low the Movie 2: End of Sky. Il est premier du box-office japonais lors de son premier week-end[réf. nécessaire].

## Synopsis
Afin de camoufler les contrats de corruption passés avec le gouvernement, le groupe Kyuryu poursuit son plan visant à détruire une rue et à y construire un casino. Les membres du gang SWORD tentent alors tout pour l'arrêter.

## Distribution
- Akira (en) : Kohaku
- Sho Aoyagi (en) : Tsukumo
- Takahiro (en) : Masaki Amamiya
- Hiroomi Tosaka : Hiroto Amamiya
- Takanori Iwata (en) : Cobra
- Nobuyuki Suzuki (en) : Yamato
- Keita Machida : Noboru
- Kenjirō Yamashita (en) : Dan
- Kanta Sato : Tetz